# Persone di nome Juan Pablo
| Questa pagina contiene informazioni ricavate automaticamente dalle voci biografiche con l'ausilio del template Bio e di un bot. L'aggiornamento è periodico e automatico e ricostruisce completamente la pagina. Se manca una persona in questa lista, sei pregato di non aggiungerla, ma accertati piuttosto che la sua voce biografica contenga il template Bio e che i dati anagrafici siano correttamente compilati. Se il template Bio manca, inseriscilo tu stesso o, in alternativa, metti l'avviso {{tmp\|Bio}} che ne segnala la mancanza. Se i dati riportati sono sbagliati, correggi direttamente la voce biografica; le modifiche saranno visibili in questa lista entro pochi giorni. Per chiarimenti vedi il progetto biografie. La lista contiene solo le 53 persone che sono citate nell'enciclopedia e per le quali è stato implementato correttamente il template Bio. Pagina aggiornata al 1 feb 2022. |

Questa è una lista di persone presenti nell'enciclopedia che hanno il prenome Juan Pablo, suddivise per attività principale.

## Allenatori di calcio(3)
- Juan Pablo Garat, allenatore di calcio e ex calciatore argentino (Avellaneda, n.1983)
- Juan Pablo Pumpido, allenatore di calcio argentino (Santa Fe, n.1982)
- Juan Pablo Vojvoda, allenatore di calcio e ex calciatore argentino (General Baldissera, n.1975)

## Attori(2)
- Juan Pablo Di Pace, attore e modello argentino (Buenos Aires, n.1979)
- Juan Pablo Raba, attore colombiano (Bogotà, n.1977)

## Calciatori(27)
- Juan Pablo Añor, calciatore venezuelano (Caracas, n.1994)
- Juan Pablo Avendaño, ex calciatore argentino (Laguna Larga, n.1982)
- Juan Pablo Carrizo, calciatore argentino (Santa Fe, n.1984)
- Juan Pablo Caffa, ex calciatore argentino (Murphy, n.1984)
- Juan Pablo Colinas, ex calciatore spagnolo (León, n.1978)
- Juan Pablo Francia, calciatore argentino (San Francisco, n.1984)
- Juan Pablo Freytes, calciatore argentino (Ticino, n.2000)
- Juan Pablo Gómez, calciatore argentino (Buenos Aires, n.1991)
- Juan Pablo García, ex calciatore messicano (Guadalajara, n.1981)
- Juan Pablo Miño, calciatore argentino (Rosario, n.1987)
- Juan Pablo Montes, calciatore honduregno (Sulaco, n.1985)
- Juan Nieto, calciatore colombiano (Pereira, n.1993)
- Pablo Niño, ex calciatore spagnolo (Rota, n.1978)
- Juan Pablo Passaglia, calciatore argentino (Rosario, n.1989)
- Juan Pablo Pereyra, calciatore argentino (San Lorenzo, n.1984)
- Juan Pablo Pino, calciatore colombiano (Cartagena de Indias, n.1987)
- Juan Pablo Plada, calciatore uruguaiano (Maldonado, n.1998)
- Juan Pablo Ramírez, calciatore colombiano (Medellín, n.1997)
- Juan Pablo Raponi, calciatore argentino (Álvarez (Santa Fe), n.1982)
- Juan Pablo Romero, calciatore argentino (Elortondo, n.1998)
- Juan Pablo Rodríguez, ex calciatore messicano (Zapopan, n.1979)
- Juan Pablo Segovia, calciatore argentino (Corrientes, n.1988)
- Juan Pablo Vargas, calciatore costaricano (Grecia, n.1995)
- Juan Pablo Vigón, calciatore messicano (Guadalajara, n.1991)
- Juan Pablo Álvarez, calciatore argentino (Tandil, n.1996)
- Juan Pablo Ángel, ex calciatore colombiano (Medellín, n.1975)
- Juan Pablo Úbeda, ex calciatore cileno (Santiago del Cile, n.1980)

## Cantanti(1)
- Johnny Pacheco, cantante dominicano (Santiago de los Caballeros, n.1935 - Teaneck, †2021)

## Cestisti(5)
- Juan Pablo Cantero, cestista argentino (Paraná, n.1982)
- Juan Pablo Figueroa, cestista argentino (Córdoba, n.1986)
- Juan Pablo Piñeiro, cestista cubano (L'Avana, n.1990)
- Juan Pablo Silveira, ex cestista uruguaiano (Salto, n.1986)
- Juan Pablo Vaulet, cestista argentino (Córdoba, n.1996)

## Ciclisti su strada(1)
- Juan Pablo Valencia, ex ciclista su strada e pistard colombiano (Medellín, n.1988)

## Diplomatici(1)
- Juan Pablo Pérez Alfonzo, diplomatico, politico e avvocato venezuelano (Caracas, n.1903 - Washington, †1979)

## Dirigenti sportivi(1)
- Juan Pablo Sorín, dirigente sportivo e ex calciatore argentino (Buenos Aires, n.1976)

## Giocatori di baseball(1)
- Juan Pablo Angrisano, giocatore di baseball argentino (Buenos Aires, n.1980)

## Piloti automobilistici(1)
- Juan Pablo Montoya, pilota automobilistico colombiano (Bogotà, n.1975)

## Piloti motociclistici(1)
- Juan Pablo Gianini, pilota motociclistico argentino (Salto, n.1978)

## Pittori(1)
- Pablo Salinas, pittore spagnolo (Madrid, n.1871 - Roma, †1946)

## Politici(2)
- Juan Pablo Duarte, politico dominicano (Ciudad Colonial, n.1813 - Caracas, †1876)
- Juan Pablo Rojas Paúl, politico venezuelano (Caracas, n.1826 - Caracas, †1905)

## Rugbisti a 15(1)
- Juan Pablo Orlandi, ex rugbista a 15 argentino (Mendoza, n.1983)

## Schermidori(1)
- Juan Pablo Barbosa, schermidore argentino (n.1971)

## Scrittori(1)
- Juan Pablo Villalobos, scrittore messicano (Guadalajara, n.1973)

## Tennisti(3)
- Juan Pablo Brzezicki, ex tennista argentino (Buenos Aires, n.1982)
- Juan Pablo Guzmán, ex tennista e allenatore di tennis argentino (Buenos Aires, n.1981)
- Juan Pablo Varillas, tennista peruviano (Lima, n.1995)